# Comuna Mejîrici, Lebedîn
Mejîrici (în ucraineană Межиріч) este o comună în raionul Lebedîn, regiunea Sumî, Ucraina, formată din satele Hostroburî și Mejîrici (reședința).

## Demografie
Componența lingvistică a comunei Mejîrici
     Ucraineană (96,56%)
     Rusă (2,94%)
     Alte limbi (0,35%)
Conform recensământului din 2001, majoritatea populației comunei Mejîrici era vorbitoare de ucraineană (96,56%), existând în minoritate și vorbitori de rusă (2,94%).